# Spark (Amy Macdonald)
Spark è un singolo della cantautrice britannica Amy Macdonald, pubblicato il 10 maggio 2010 dall'etichetta discografica Mercury Records in Regno Unito e il 25 giugno 2010 in Germania.
Il brano è stato scritto dalla stessa cantautrice e prodotto da Pete Wilkinson ed è stato inserito nel secondo album della Macdonald, intitolato A Curious Thing. Il singolo ha raggiunto posizioni piuttosto basse nelle classifiche del Belgio, dell'Austria, della Svizzera e della Germania.

## Tracce
Download digitale
1. Spark – 3:07
2. Spark (versione acustica) – 3:05

Download digitale (iTunes)
1. Spark – 3:07
2. Your Time Will Come – 3:48
3. Spark (Tom Middleton Mix) – 8:22
4. Don't Tell Me That It's Over (versione acustica) – 3:07

CD singolo (Germania)
1. Spark – 3:07
2. Spark (versione acustica) – 3:05
3. Spark (Tom Middleton Mix) – 8:22
4. Don't Tell Me That It's Over (versione acustica) – 3:07

## Classifiche
| Classifica (2010) | Posizione massima |
| ----------------- | ----------------- |
| Austria           | 74                |
| Belgio (Fiandre)  | 44                |
| Belgio (Vallonia) | 45                |
| Estonia           | 14                |
| Germania          | 56                |
| Svizzera          | 62                |